# Пишарати, Ачьюта
Ачью́та Пишара́ти (1550—1621) — индийский санскритовед, астроном, астролог и математик. Был учеником Джьештадевы и принадлежал к Керальской школе астрономии и математики Мадхавы из Сангамаграмы. Получил наибольшую известность как гуру южноиндийского поэта Нараяны Бхаттатири и за свою роль в написании санскритской поэмы «Нараяниям».
Ачьюта Пишарати является автором таких трудов по астрономии, как «Спхута-нирная», «Рашигола-спхутанити», «Караноттама» (1593) и трактата о лунных и солнечных затмениях «Упарагакриякрама».
Ачьюта Пишарати вошёл в историю как гуру легендарного поэта Нараяны Бхаттатири, которого он вдохновил на духовную практику и обучал санскриту и другим наукам. Когда Пишарати заболел ревматизмом (согласно другой версии — был парализован), Нараяна Бхаттатири, будучи не в состоянии смотреть на страдания своего учителя, стал молиться, желая принять его болезнь на себя. В результате Пишарати излечился и недуг перешёл на его ученика. После этого тяжело больной Бхаттатири отправился в Гуруваюр, где встретил знаменитого учёного брахмана Тунджатту Эжуттаччана, который был известен своей преданностью божеству Кришны в Гуруваюре — Гуруваюраппану. Тунджатту Эжуттаччан посоветовал ему написать для Гуруваюраппана поэму об аватарах Вишну, начиная с Матсьи. В надежде излечится от своего недуга, в течение 100 дней Нараяна Бхаттатири ежедневно сочинял 10 шлок и декламировал их перед мурти Кришны в храме. Каждое десятистишье завершалось молитвой, в которой Нараяна Бхаттатири просил Кришну о своём исцелении. Последнее десятистишье было написано 27 ноября 1586 года, после чего Кришна лично предстал перед ним. В последних шлоках своей поэмы, которая стала известна как «Нараяниям», Нараяна Бхаттатири подробно и живо описывает увиденную им форму Кришны. В этот же день он полностью исцелился от своего недуга. С тех пор этот день ежегодно празднуется в Гуруваюре как «Нараяниям-динам».